# Abdelrahman Saidi
Abdelrahman Saidi (Göteborg, 1999. augusztus 13. –) svéd korosztályos válogatott labdarúgó, a Hammarby csatárja.

## Pályafutása

### Klubcsapatokban
Saidi a svédországi Göteborg városában született. az ifjúsági pályafutását a Norrby akadémiájánál kezdte.
2017-ben mutatkozott be a Norrby másodosztályban szereplő felnőtt keretében. 2021-ben az első osztályban érdekelt Degerforshoz igazolt. 2022. július 15-én 4½ éves szerződést kötött a Hammarby együttesével. 2022. július 17-én, az Elfsborg ellen hazai pályán 3–0-ás győzelemmel zárult bajnokin debütált és egyben megszerezte első gólját is a klub színeiben.

### A válogatottban
Saidi az U19-es korosztályú válogatottban képviselte Svédországot.

## Statisztikák
2022. november 6. szerint
| Klub      | Szezon   | Osztály     | Bajnokság | Bajnokság | Kupa  | Kupa | Nemzetközi | Nemzetközi | Összesen | Összesen |
| Klub      | Szezon   | Osztály     | Meccs     | Gól       | Meccs | Gól  | Meccs      | Gól        | Meccs    | Gól      |
| --------- | -------- | ----------- | --------- | --------- | ----- | ---- | ---------- | ---------- | -------- | -------- |
| Norrby    | 2017     | Superettan  | 17        | 2         | 0     | 0    | —          | —          | 17       | 2        |
| Norrby    | 2018     | Superettan  | 25        | 3         | 3     | 0    | —          | —          | 28       | 3        |
| Norrby    | 2019     | Superettan  | 27        | 4         | 3     | 0    | —          | —          | 30       | 4        |
| Norrby    | 2020     | Superettan  | 26        | 7         | 0     | 0    | —          | —          | 26       | 7        |
| Norrby    | Összesen | Összesen    | 95        | 16        | 6     | 0    | 0          | 0          | 101      | 16       |
| Degerfors | 2021     | Allsvenskan | 29        | 4         | 4     | 1    | —          | —          | 33       | 5        |
| Degerfors | 2022     | Allsvenskan | 11        | 5         | 2     | 1    | —          | —          | 13       | 6        |
| Degerfors | Összesen | Összesen    | 40        | 9         | 6     | 2    | 0          | 0          | 46       | 11       |
| Hammarby  | 2022     | Allsvenskan | 17        | 3         | 0     | 0    | —          | —          | 17       | 3        |
| Összesen  | Összesen | Összesen    | 152       | 28        | 12    | 2    | 0          | 0          | 164      | 30       |